# Haram (lugar)
El haram (en árabe: حَرَم, romanizado: ḥaram, lit. "santuario") es una de las muchas palabras originadas de la raíz semítica H-R-M. El vocablo significa literalmente "santuario", usado por los musulmanes para referirse a la Gran mezquita de La Meca y a la Mezquita del Profeta. Existen ciertas normas que los musulmanes deben seguir en estos templos.
Otro significado que ha quedado en desuso es el de "zona protegida o inviolable", refiriéndose al área donde el número de familias era limitada, y también a la sala de oración de una mezquita.

## Etimología
El idioma árabe tiene dos palabras, ḥaram (حَرَم) and ḥarām (حَرَام), que derivan de la raíz semítica H-R-M. Ambas pueden significar "prohibido" y/o "sagrado" de manera general, aunque también albergan significados más específicos: ḥarām suele significar "prohibido por ley". Una tercera palabra derivada de esta raíz es ḥarīm (حَرِيْم), que corresponde con "harén" en castellano.

## Zona protegida
Cuando se refiere al urbanismo islámico, la palabra ḥaram significa "zona inviolable", áreas relevantes dentro del plano urbanístico del mundo islámico. Estas zonas protegidas eran santuarios o lugares donde se podían resolver disputas pacíficamente. Las ciudades se construían normalmente cerca de un río que proveía a la urbe de agua corriente. Para racionar el agua, a veces los musulmanes limitaban el número de familias que podían residir en la ciudad. Los harams eran lugares que aseguraban el acceso a zonas verdes y a la naturaleza (hima) para restringir el esparcimiento urbano y proteger los cursos de agua.
La diferencia entre haram y hima, según muchos eruditos, radica en la necesidad de poder especificar si la zona restringida es más específica para la comunidad (haram) o más relacionada con la naturaleza (hima), más respetada por los juristas. La idea probablemente proviene de las dos obligaciones de los musulmanes de respetar la iŷmā‘ (consenso de vecinos en el islam) y de practicar la obediencia al califato. Como lugar protegido e inviolable, la palabra haram también se utiliza para el espacio consagrado de una mezquita, la sala de oración.

## Lugar sagrado
Ḥaram también significa lugar de gran santidad. Los dos lugares más sagrados del mundo islámico son la Gran mezquita de La Meca, Al-Masjid al-Haram, y la Mezquita del Profeta en Medina, por lo que la forma árabe dual al-haraman o al-haramayn se refiere a estos dos lugares, ambos en la región de Hiyaz de la península arábiga. Desde 1986, la monarquía saudí ha descartado todos los títulos reales excepto el de "Guardián de los dos santuarios sagrados" o "Guardián de las dos mezquitas sagradas".
Además, el término haram también se refiere a otros lugares sagrados como la mezquita de Al-Aqsa en Jerusalén, aunque algunos eruditos discrepan de este reconocimiento. Sin embargo, otro de los nombres islámicos para Jerusalén es thalith al-haramayn, literalmente "la tercera de los dos lugares sagrados", resuelve la tensión entre la incuestionable preeminencia de La Meca y Medina contra el deseo de reconocer a Jerusalén con un estatus especial en el islam. Jerusalén, como sede la mezquita de Al-Aqsa, una de las pocas mezquitas mencionadas por su nombre en el Corán, es considerada un lugar sagrado igualmente.